# Aphractia longicornis
Aphractia longicornis là một loài ruồi trong họ Asilidae. Aphractia longicornis được Hermann miêu tả năm 1912. Loài này phân bố ở vùng Tân nhiệt đới.